# 이반 카스퍼스키
이반 예브게니예비치 카스퍼스키(러시아어: Иван Евгеньевич Касперский)는 맬웨어 및 안티 바이러스 회사인 카스퍼스키사의 설립자인 유진 카스퍼스키와 나탈리아 카스퍼스키의 아들이다. 컴퓨터 프로그래머이기도 하다.
그는 직장 경험을 하러 가는 길에 일단의 납치범에 의하여 납치된 것으로 가장 유명하다. 납치범들은 450만 달러의 몸값을 요구하면서 이반을 구금하였다.
러시아 연방 보안국 (FSB)은 모스크바 경찰의 범죄 수사국과 협력하여 카스퍼스키 랩의 자체 보안 인력과 힘을 합쳤다. 그들은 함께 이반이 잡혀 있는 곳을 추적하여 그를 다시 데려갔다. 아버지 유진 카스퍼스키는 어떤 인터뷰에서 몸값을 지불하지 않았다고 말했다.